# 黑腹狼蛛
黑腹狼蛛（学名：Lycosa coelestis）为狼蛛科狼蛛属的动物。分布于日本、朝鲜、台湾岛以及中国大陆的四川、浙江、宁夏、新疆、河北、山西、山东、河南、贵州等地，多栖息于山区多种农田。该物种的模式产地在日本。

## 生活习性

### 居住
狼蛛喜欢生活在没有植物的且干燥开阔的土地上，成年的狼蛛通常会住在地下自己挖掘的沟槽里。